# Nazionale di bob della Svezia
La nazionale di bob della Svezia è la selezione che rappresenta la Svezia nelle competizioni internazionali di bob.
La squadra ha partecipato a undici edizioni dei Giochi olimpici invernali. Ha vinto tre medaglie di bronzo ai Campionati mondiali di bob (1953 e 1961) con l'equipaggio a quattro uomini.

## Storia

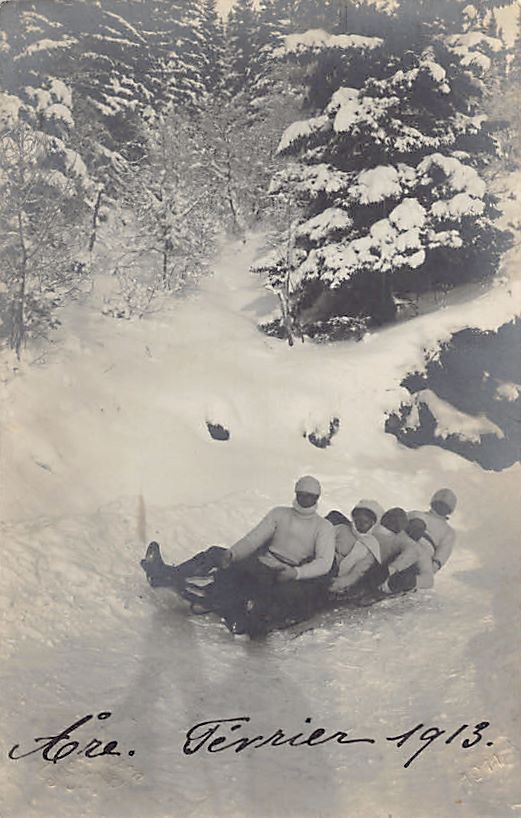
Bobbisti ad Åre nel 1913

Lo sport del bob fu praticato a livello amatoriale fin dall'inizio del XX secolo, tuttavia l'unica pisra si trovava ad Åre, sostituita poi dalla pista di slittino e bob di Hammarstrand (attiva dal 1962 al 1970).

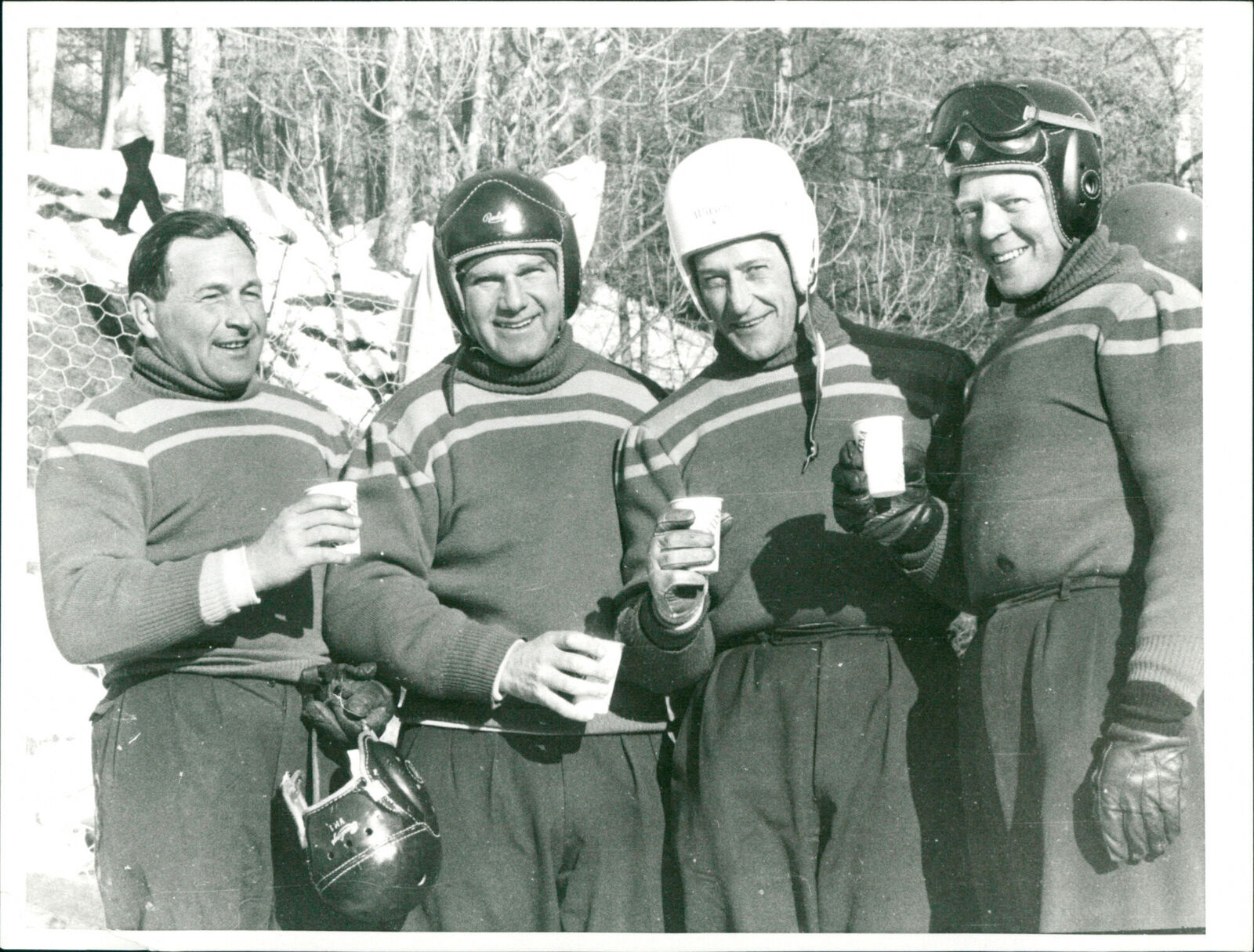
Gunnar Åhs, Ebbe Wallén, Sune Skagerling e Olle Axellson alle Olimpiadi di.

Nel 1949 venne fondata la Svenska Bob- och Rodelförbundet (Associazione svedese di bob e slittino), con primo presidente il console Johan Sande jr. Ai Campionati mondiali di bob 1950 disputati a Cortina d'Ampezzo la coppia svedese Oderich-Stefani giunse al 7º posto su 15 squadre. L'associazione bobbistica entrò a far parte della Sveriges Riksidrottsförbund (RF, Confederazione degli sport svedesi) nel 1952 e nello stesso anno la nazionale di bob fece il suo debutto ai Giochi olimpici di Oslo 1952: sulla pista naturale "Korketrekkeren" (letteralmente: cavatappi) a Frognerseteren i due equipaggi svedesi del bob a quattro giunsero al 6º e 7º posto, mentre i bob a due furono 8° e 15°. L'anno successivo gli svedesi vinsero a sorpresa la medaglia di bronzo ex aequo con la Germania ai Campionati mondiali di bob 1953 a Garmisch-Partenkirchen.
Ai Campionati mondiali di bob 1961 a Lake Placid il quartetto svedese vinse la sua seconda medaglia di bronzo, dopo che la gara fu interrotta per un colpo di favonio notturno che impedì di disputare la seconda giornata di gara.
Uno dei bobbisti svedesi più leggendari fu Carl-Erik Eriksson, soprannominato "Jätten" (gigante), che iniziò a praticare lo sport del bob nel 1957, partecipando poi a sei olimpiadi consecutive dal 1964 al 1984; dopo la carriera sportive (in cui completò oltre mille discese, rischiando finanche di essere squalificato "per essersi allenato troppo"), Eriksson rimase fedele allo sport del bob, vendendo accessori per il bob e allenando temporaneamente la squadra nazionale di bob svedese e rimanendo membro del consiglio direttivo nazionale fino al 2010.
Nel 2000 l'ex atleta russo-svedese Ludmila Engquist (medaglia d'oro olimpica nei 110 m ostacoli ad Atlanta 1996) sognò di diventare la prima donna in assoluto a vincere medaglie d'oro sia alle Olimpiadi estive che a quelle invernali: decise così di dedicarsi al bob, allenata dal marito Johan Engquist, ed insieme a Karin Olsson, giunse quarta ai Campionati mondiali di bob 2001 a Calgary. In seguito, vennero ingaggiate anche alcune riserve, che si rivelarono altrettanto capaci e veloci, tanto che Engquist (depressa e ingrassata di 15 kg nell'ultimo anno) decise di assumere steroidi anabolizzanti acquistati in Russia per ritrovare la forma. Alla fine del 2001 Engquist risultò positiva ai controlli antidoping durante un allenamento di bob a Hunderfossen (Lillehammer), per cui fu squalificata per due anni: la sua ammissione di colpa fece di lei una persona molto controversa in Svezia, considerando che era già risultata positiva nel 1993 (seppure fosse stata poi assolta). Lo scandalo del doping comportò la fine di ogni finanziamento pubblico e degli sponsor alla federazione di bob, che riuscì in qualche modo a centrare uugualmente la qualificazione olimpica grazie alla sostituta Lina Engren e a Karin Ollson promossa a pilota. A causa della poca esperienza, la coppia svedese giunse penultima nella gara olimpica di Salt Lake City 2002. Dopo aver rinunciato alle qualificazioni per Torino 2006 per mancanza di finanziamenti, Karin Ollson tornò sulle piste della Coppa del Mondo di bob 2008, chiudendo al 17º posto della classifica finale.
Nel 2019 la Federazione svedese di bob venne esclusa dalla RF poiché non soddisfaceva il criterio relativo al numero di iscritti; venne pertanto inglobata nella Svenska Skridskoförbundet (Federazione svedese di pattinaggio). Durante la candidatura di Stoccolma-Åre per ospitare le Olimpiadi 2026, il Comitato olimpico svedese ha proposto di tenere le gare sulla pista di bob, slittino e skeleton di Sigulda (Lettonia).

## Partecipazione ai giochi olimpici invernali

### Bob a quattro uomini
| Anno | Città             | classifica | Composizione |
| ---- | ----------------- | ---------- | --- |
| 1952 | Oslo              | 6° 7°      | Kjell Holmström, Felix Fernström, Nils Landgren, Jan de Man Lapidoth Gunnar Åhs, Börje Ekedahl, Lennart Sandin, Gunnar Garpö |
| 1956 | Cortina d'Ampezzo | 13° 16°    | Kjell Holmström, Sven Erbs, Walter Aronson, Jan de Man Lapidoth Olle Axelson, Ebbe Wallén, Sune Skagerling, Gunnar Åhs       |
| 1964 | Innsbruck         | 11°        | Kjell Holmström, Walter Aronson, Kjell Lutteman, Carl-Erik Eriksson, Heino Freyberg                                          |
| 1968 | Grenoble          | 16°        | Rolf Höglund, Hans Hallén, Sven Martinsson, Börje Hedblom                                                                    |
| 1972 | Sapporo           | 11°        | Carl-Erik Eriksson, Tom Mentzer, Thomas Gustafsson, Jan Johansson                                                            |
| 1976 | Innsbruck         | 16°        | Carl-Erik Eriksson, Jan Johansson, Leif Johansson, Kenth Rönn                                                                |
| 1980 | Lake Placid       | DQ         | Carl-Erik Eriksson, Peter Jansson, Runald Beckman, Kenth Rönn                                                                |
| 1984 | Sarajevo          | 21°        | Carl-Erik Eriksson, Tommy Johansson, Ulf Åkerblom, Nils Stefansson                                                           |
| 1994 | Lillehammer       | 17°        | Fredrik Gustafsson, Jörgen Kruse, Lennart Westermark, Hans Byberg                                                            |

### Bob a due uomini
| Anno | Città             | classifica | Composizione                                                          |
| ---- | ----------------- | ---------- | --------------------------------------------------------------------- |
| 1952 | Oslo              | 8° 15°     | Olle Axelson, Jan de Man Lapidoth Kjell Holmström, Nils Landgren      |
| 1956 | Cortina d'Ampezzo | 17° DNF    | Tryggve Sundström, Olle Axelson Sven Erbs, Walter Aronson             |
| 1964 | Innsbruck         | 12° DNF    | Kjell Lutteman, Heino Freyberg Jan-Erik Åkerström, Carl-Erik Eriksson |
| 1968 | Grenoble          | 13° 18°    | Rolf Höglund, Börje Hedblom Carl-Erik Eriksson, Eric Wennerberg       |
| 1972 | Sapporo           | 6°         | Carl-Erik Eriksson, Jan Johansson                                     |
| 1976 | Innsbruck         | 9°         | Carl-Erik Eriksson, Kenth Rönn                                        |
| 1980 | Lake Placid       | 15°        | Carl-Erik Eriksson, Kenth Rönn                                        |
| 1984 | Sarajevo          | 19°        | Carl-Erik Eriksson, Nils Stefansson                                   |
| 1988 | Calgary           | 14°        | Per-Anders Persson, Rolf Åkerström                                    |
| 1994 | Lillehammer       | 22°        | Fredrik Gustafsson, Hans Byberg                                       |

### Bob a due donne
| Anno | Città          | classifica | Composizione              |
| ---- | -------------- | ---------- | ------------------------- |
| 2002 | Salt Lake City | 14°        | Karin Olsson, Lina Engren |